# 小崎昌業
小崎 昌業（おざき まさなり、1922年4月25日 - 2022年）は、日本の元外交官。中華民国青島市生まれ。滋賀県甲賀市出身。財団法人霞山会顧問、愛知大学名誉役員、東亜同文書院大学記念センター委員。

## 経歴
- 1946年 - 東亜同文書院大学卒業（第42期生）。
- 1948年 - 愛知大学法経学部経済科卒業（第1期生）。
- 外務省に入省し、外交官として中華民国、インド、カナダ、シンガポール、ポーランド日本大使館に勤務。
- 駐モンゴル特命全権大使、駐ルーマニア特命全権大使を歴任。
- 1987年退官後、財団法人霞山会常任理事、愛知大学監事等を歴任。